# ペリナルド
ペリナルド(伊: Perinaldo)は、イタリア共和国リグーリア州インペリア県にある、人口約800人の基礎自治体（コムーネ）。

## 地理

### 位置・広がり

#### 隣接コムーネ
隣接するコムーネは以下の通り。
- アプリカーレ
- ドルチェアックア
- サン・ビアージョ・デッラ・チーマ
- サンレーモ
- セボルガ
- ソルダーノ
- ヴァッレボーナ

### 地震分類
イタリアの地震リスク階級 (it) では、3 に分類される
。

## 姉妹都市
- Tourves、フランス
- Buey Arriba、キューバ

## 人物

### 著名な出身者
- ジョヴァンニ・カッシーニ - 17-18世紀の天文学者